# Джил Сандер
Жиль Зандер — немецкий модельер и дизайнер одежды. Создатель собственного модного дома — Jil Sander. Сотрудничала с множеством известных брендов одежды, таких как Prada, Uniqlo и Puma. Жиль является одной из самых значительных женщин-модельеров, которые сумели построить модный бренд, дать ему свое имя и сделать прибыльным и успешным. За свой собственный почерк, которому оставалась верна всю свою карьеру получила неофициальный титул «Королевы минимализма» в модных кругах.

## Биография
Жиль Зандер родилась 27 ноября 1943 года в маленьком немецком городке Вессельбурне. Швейным делом Зандер увлекается с детства — подшивая одежду членам своей многочисленной семьи. Позже она поступает в текстильную школу в Крефельде в 1963 году. Успешная учёба дает ей возможность поехать на 2-х летнюю стажировку в Калифорнийский Университет Лос-Анджелеса по программе обмена. В 21 год она дебютирует в мире моды, в качестве ассистента редактора журнала McCalls в Нью-Йорке. Правда вскоре Жиль приходится оставить свои американские амбиции и вернуться в Германию из-за смерти отца. Там Жиль Зандер продолжает писать о моде, работая в журнале Brigitte в Гамбурге, а в 1966 году она становится редактором отдела моды журнала Petra.
В 1967 году в 24 года, Жиль открывает свой первый модный магазин в Гамбурге. В магазине продаются вещи многих молодых, но уже достаточно известных дизайнеров, таких как Тьери Мюглер и Соня Рикель. Среди коллекций маститых дизайнеров находится место и для вещей, которые создает сама Зандер.
Несмотря на отсутствие выдающихся продаж, такой плотный контакт с вещами известных дизайнеров и опыт в глянцевых журналах, подталкивают Жиль Зандер в 1968 году открыть собственное предприятие — Jil Sander GmbH.
Во многих источниках указывается, что первая коллекция Жиль Зандер появилась в 1975 году, но это не так — первую коллекцию под собственным брендом Жиль выпустила в 1973 году, а в 1975 прошел её первый модный показ в Париже, где публика, которая привыкла к эпатажу и модернизму в мире моды 70-х достаточно холодно восприняла утонченный минимализм Жиль Зандер.
Несмотря на критику, Жиль продолжает развивать собственный бренд в 1979 году она запускает косметическую линейку Jil Sander Cosmetics при финансовой поддержке Lancaster Group. Благодаря финансовым партнерам у Жиль есть средства оплатить в модных журналах того времени рекламные кампании 2-х ароматов — Pure Woman и Pure Man.
В 1980 году Жиль Зандер становится профессором Высшей школы прикладного искусства в Вене.
В 1985 году Зандер проводит успешный модный показ в столице моды — Милане. Она становится первым немецким дизайнером, которому на тот момент удалось провести показ коллекции в Милане.
В это же время в обществе начинает формироваться понимание творческого почерка Жиль Зандер — ему дают название Onion Style или «Стиль луковицы». Его идея заключается в сочетании простых и лаконичных элементов в несколько слоев. Эту идею Жиль раскрывает в своих коллекциях, а также дополняет её очками, аксессуарами и ароматами под собственным брендом.
В 1993 году Jil Sander открывает флагманский бутик в Париже, который занимает 4 этажа и площадь в 840 кв. метров.
В 1997 году у бренда Jil Sander впервые появляется мужская линия одежды.
В 1998 году Жиль сотрудничает с немецким спортивным гигантом Puma и выпускает лимитированную коллекцию кроссовок.
В 1999 году открывается первый бутик Jil Sander в Японии.

## Prada
В 1999 году дом моды Jil Sander переживает небывалый успех — 77 % компании приобретает Prada Holding. Жиль рассчитывала с помощью этой сделки вывести компанию на транснациональный уровень, так как у Prada была история и репутация по всему миру. Зандер сохраняет за собой пост креативного директора бренда, однако финансовые вопросы уже решает Prada Group. Из-за постоянных разногласий с советом правления Жиль покидает свой пост спустя полгода. Многие связывают её решение с политикой компании расширять бренд Jil Sander за счет удешевления производства. Председатель совета директоров Prada Group Патрицио Бертелли ошибочно полагал, что бренд Jil Sander самодостаточный и может развиваться и без дизайнера, который создал ему имя. Однако цифры все расставили по местам — в 2001 году убытки компании составили почти 10 млн евро, а в 2002 — уже более 20 млн евро.

### Возвращение и новый уход
В 2003 году Бертелли удалось уговорить Джил Сандер вернуться — она вновь стала креативным директором собственной марки одежды, получив при этом место в совете правления Prada. Несмотря на то, что Жиль в кратчайшие сроки удалось создать несколько хитов продаж и выправить финансовые показатели марки, она вновь покинула бренд спустя год после возвращения.
В 2012 году Жиль Зандер предпринимает вторую попытку вернуться в Prada. Она меняет на посту креативного директора Рафа Симонса. Однако в 2013 году Жиль Зандер вновь покидает марку.

## Uniqlo
В 2009 году японский бренд одежды Uniqlo объявляет о назначении Жиль Зандер на должность креативного консультанта. Жиль начинает курировать мужскую и женскую линии +J. Первые образцы этих коллекций поступают на полки магазинов Uniqlo по всему миру 1 октября 2009 года. В январе 2010 года вторая коллекция Жиль для Uniqlo поступила в продажу. В 2011 году контракт Жиль Зандер с Uniqlo истек.